# Admiral Duncan

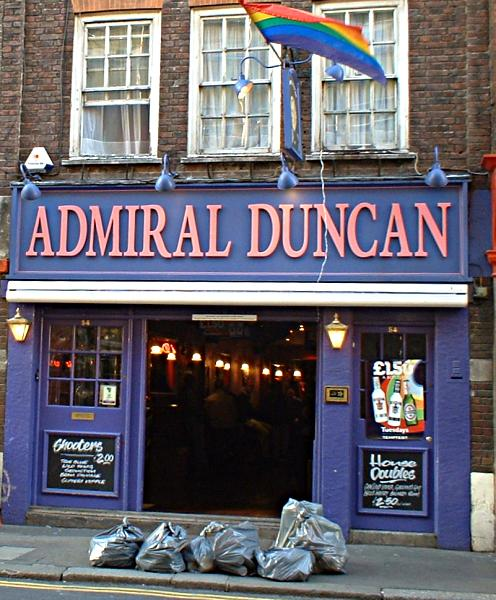
De Admiral Duncan aan de Old Compton Street in Londen. Foto uit 2004.

Admiral Duncan is een homobar aan Old Compton Street 54 in het centrum van Londen. Op 30 april 1999 vond een bomaanslag in de zaak plaats.
De pub bestond al in 1832 en is vernoemd naar admiraal Adam Duncan, die in 1797 de Nederlandse vloot versloeg in de zeeslag bij Camperduin. Wanneer het een gaybar werd is niet duidelijk. Wel geldt Admiral Duncan als een van de oudste homozaken van de wijk Soho, een Londense homobuurt.

## Bomaanslag
Op 30 april 1999 ontplofte een spijkerbom in de bar, die vanwege een feestdag extra druk bezocht was. Hierdoor kwamen uiteindelijk drie mensen om het leven en werden 81 personen gewond, waarvan 13 ernstig. De plaatselijke homogemeenschap reageerde geschokt en met boosheid. De dader bleek de 23-jarige neo-nazi David Copeland, die met de aanslag etnische spanningen en homofobie wilde aanwakkeren en die ook verantwoordelijk was voor twee eerdere bomaanslagen elders in Londen. Hij werd tot zes keer levenslang veroordeeld.